# Auingen
Auingen ist ein Stadtteil der Stadt Münsingen in Baden-Württemberg. Er ist mit seinen 2360 Einwohnern der größte Stadtteil der Stadt. Auingen ist inzwischen direkt mit Münsingen zusammengewachsen.

## Geschichte
Auingen ist eine der ältesten Ansiedlungen auf der Albhochfläche und wird im Jahr 770  mit einer Houuinger marca erstmals erwähnt. Der Ort kam 1265 mit Münsingen an Württemberg. Auingen war schon einmal, nämlich von 1939 bis 1947 nach Münsingen eingemeindet und wurde dann wieder selbstständig. Am 1. Juli 1971 wurde Auingen, gemeinsam mit Böttingen und Dottingen im Zuge der Gemeindegebietsreform in Baden-Württemberg wieder nach Münsingen eingemeindet.

## Sehenswürdigkeiten
Auingen grenzt direkt an den ehemaligen Truppenübungsplatz, sodass von hier aus Wanderer und Radfahrer, mit und ohne Führung, das Gebiet des ehemaligen Truppenübungsplatzes erkunden können. Im Oktober 2010 hat am Eingang zum Alten Lager das Informationszentrum des Biosphärengebiets Schwäbische Alb seine Türen der Öffentlichkeit geöffnet.
Die Pankratiuskirche wurde um 1660 erbaut. Ein Vorgängerbau wurde als Sankt-Pankratius-Kapelle bereits 1360 erbaut. Das Rathaus wurde 1777 als Schul- und Rathaus erbaut.